# Paepalanthus pulchellus
Paepalanthus pulchellus är en gräsväxtart som beskrevs av Theodor Carl Karl Julius Herzog. Paepalanthus pulchellus ingår i släktet Paepalanthus och familjen Eriocaulaceae. Inga underarter finns listade i Catalogue of Life.